# راموت جلعاد
راموت جلعاد أو مرتفعات جلعاد (بالعبرية: רָמֹת גִּלְעָד) هي مدينة قديمة كانت أحد المدن اللاويّة وكذلك أحد مدن الملجأ، وهي شرق نهر الأردن والمذكورة عدة مرات في العهد القديم والكتب العبرية. كما وذكرت باسم "راموت في جلعاد" في مواقع مختلفة من العهد القديم (سفر التثنية 43:4، سفر يشوع 8:20 و38:21). وكانت تقع في منطقة القبائل لسبط جاد.

## أحداث الكتاب المقدس

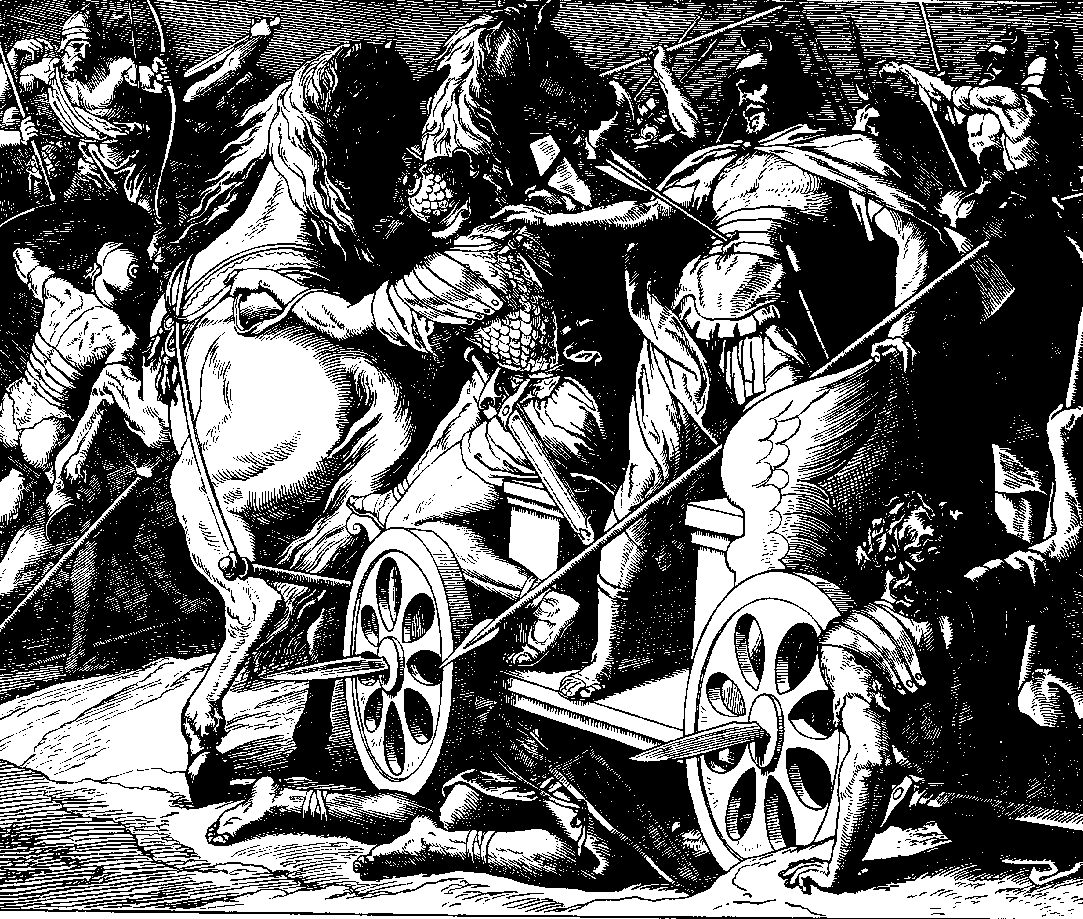
مقتل الملك آخاب في عربته، رسم يوليوس شنور فون كارلسفيلد

بحسب ما ورد في سفر الملوك الأول (4: 13) كانت راموت جلعاد قاعدة لابن جابر، أحد الوكلاء المحليين للملك سليمان. وكان مسؤولاً عن منطقة حووت يائير (عدة قرى شرق الأردن) التابعة ليائير بن مانيسا في جلعاد ومنطقة اللجاة في باشان، بمجموع ستون مدينة كبيرة ذات أسوار ومقابض أبواب برونزيّة.
وأظهرت البحوث أن اليهود خسروها لصالح سوريا (آرام دمشق) خلال المعارك التي دارت بين مملكة إسرائيل الشمالية وسوريا، حيث اقترح ملك إسرائيل أخآب، خوض معركة لاستعادتها. وبعد استشارة أنبياء بني إسرائيل حول فرص الانتصار، ذهب أخآب للقتال من أجل راموت في جلعاد، بمساعدة ملك يهوذا يهوشافاط. وأثناء المعركة عندما كان الملك أخآب في عربته بمواجهة العدو أصيب بسهم، وبحلول المساء كان أخآب قد نزف حتى الموت وانتصر الآراميون في المعركة.
بعد هذه الحادثة أورد العهد القديم عن راموت جلعاد حادثة صراع أخزيا ويورام ضد ملك آرام حزئيل، وأصيب يورام ومرض.
وفي هذه المدينة أيضاً قال النبي أليشع لأحد أبناء الأنبياء أن يمسح رأس ياهو بالدهن لتنصيب يورام ملكاً على إسرائيل.
وافترض عالم الكتاب المقدس البريطاني هيو شونفيلد، أن تسمية أرمجدون المذكورة في العهد الجديد في (سفر الرؤيا 16: 16)، هو تحريف يوناني لاسم آرامي متأخر مفترض لراموت جلعاد. وأن هذا الموقع الذي كان قديمًا موطن لسلالة جاد العبرية، كان في زمن العهد الجديد جزءً من المنطقة اليونانية المعروفة باسم ديكابوليس، وكانت حسب نظرية شونفيلد تُعرف باسم "راما جاد يافان" (يافان تعني اليونانية)، والتي عندما تُرجمت إلى اليونانية أصبحت هرمجدون (مثلما تُرجمت رامتايم إلى آراماتيا).

## المواقع المفترضة
تم تحديده موقع راموت جلعاد مبدئياً مع ريمون، على المنحدر الشمالي لنهر يبوق، على بعد حوالي 5 أميال غرب جرش أو جراسا قديمًا (إحدى مدن الديكابوليس). ومن المواقع المحتملة حسب افتراضات الباحثين:
- تل الرميث، على بعد 5 كم جنوب مدينة الرمثا في الأردن.
- السلط.